# Заонежане
Заонежа́не (также заонежана — самоназвание) — субэтническая группа русских, населяющая этнографическую область Заонежье в Карелии. Сложилась в результате смешения дославянского населения Заонежья (саамского, вепсского и карельского) и русских переселенцев (в основном из Новгородской и Псковской земель). Самоназвание субэтнической группы и экзоэтноним (название, данное соседними группами русских) — «заонежана» — связано с местом проживания заонежан — Заонежьем.
К 1905 году численность заонежан составляла 27 911 человек, к настоящему времени их численность оценивается в 5 000 человек.
Наряду с поморами заонежане являются одной из наиболее изученных групп русских севера Европейской части России.

## Классификация
Языковые и большинство культурно-бытовых черт заонежан совпадают с чертами, по которым выделяется северная историко-культурная зона (севернорусская этнографическая группа) согласно территориальной классификации русских субэтносов, данной в монографии Института этнологии и антропологии РАН «Русские». К этим чертам относятся: распространение окающих говоров севернорусского наречия, наличие малодворных сельских поселений, образующих отдельные «гнёзда» селений; наличие монументального жилища (избы), соединённого с хозяйственным двором; распространение сарафанного комплекса женского народного костюма; наличие особого сюжетного орнамента в вышивках и росписях; бытование былин, протяжных песен и причитаний и т. д.
Согласно классификации по фактору происхождения, которая приведена в исследовании В. С. Бузина и С. Б. Егорова «Субэтносы русских: проблемы выделения и классификации», заонежан можно отнести к так называемым группам смешанного происхождения. Формирование данных групп происходило в результате освоения славянами новых территорий и ассимиляции ими местного иноэтничного населения. В процессе образования групп смешанного происхождения русские вступали в тесные контакты с автохтонным населением, частыми при этом были межэтнические браки. При разной доле русского компонента для всех таких групп было характерно русское самосознание, своеобразие черт культуры, сложившихся в процессе взаимовлияния культурно-бытовых особенностей местного населения и русских переселенцев, нередким было также смешение антропологических типов. В Европейской части России к группам смешанного происхождения относятся, например, мещёра и сицкари.

## Происхождение и история
Формирование группы заонежан происходило в процессе переселения русских (преимущественно выходцев из Новгородской и Псковской земель) на территорию Заонежья и смешения их с местным прибалтийско-финским населением. Таким образом, помимо русского компонента в состав субэтноса заонежан в разной мере влились саамский, вепсский и карельский этнические компоненты. Заонежане при этом и после своего формирования длительное время тесно контактировали с соседними с ними группами карелов и вепсов — вплоть до конца XIX века группа заонежан пополнялась за счёт обрусевших представителей карельского и вепсского этносов. Происхождение, культурно-бытовые и иные отличия заонежан от других групп русских подчёркнуты в прозвище заонежан, которое дали им соседи — «тестянники». Отчасти в этом прозвище отмечена мнимая умственная неполноценность заонежан, у которых «в голове вместо мозгов тесто». Нередко «глупыми» русские переселенцы в северных районах России называли резко отличающееся от них в культурном отношении коренное население. К их числу были отнесены и заонежане, во многом по происхождению не русские. Часть заонежан соседние группы русских называли «глупой шуньгой». Первоначально это прозвище относилось к жившим в районе Шуньги саамам, постепенно оно перешло на всех жителей Шуньгской волости.
Формирование заонежан как субэтнической группы отражено в появлении у них таких признаков этничности, как осознание единства, общности группы, распространение собственного самоназвания (восходящего как и у других русских субэтносов в Карелии к самому крупному природно-географическому объекту на территории расселения группы, а не к административному центру) и противопоставление «мы — они» на уровне самоназвания, наличие собственных говоров и культурно-бытовых черт, отличных от говоров и особенностей культуры соседних с ними иных групп русских.

## Ареал и современное положение
Ареал заонежан охватывает сёла, расположенные в этнографической области Заонежье, которая включает Заонежский полуостров и прилегающие к нему обитаемые острова в Онежском озере, а также тяготевшее к Заонежскому полуострову со времён средневековья поселение Пегрема на материковой части — на западном берегу Онежского озера.
По современному административно-территориальному делению Карелии данные территории относятся к Медвежьегорскому району (центральная и восточная части республики). К северу и востоку от ареала заонежан, в том числе и за озером, размещается область расселения основного массива русских. На западе соседями заонежан являются карелы, а также гангозёры — небольшая обособленная группа русского населения.
К 1905 году по подсчётам К. К. Логинова численность заонежан составляла 27 911 человек.
В настоящее время к субэтнической группе заонежан относится менее, чем 5 000 человек.

## История изучения
Впервые об особенностях культуры заонежан Олонецкой губернии (наряду с поморами и водлозёрами) в 1860-х годах упоминает П. Н. Рыбников («Этнографические заметки о заонежанах // Памятная книга Олонецкой губернии на 1864 год», 1864). Чуть позднее специфику крестьянской культуры заонежан отметил этнограф Владимир Николаевич Майнов, совершавший во второй половине XIX века поездку к Белому морю из Петрозаводска через Выгозёрье и Заонежье («Путешествие в Обонежье и Корелу», 1877).
В книге «Этнография народов СССР» 1958 года С. А. Токарев отнёс заонежан и поморов к «обособленным» группам северных русских, в отличие от «аморфных» групп каргополов и пудожан. Ряд исследований в 1980-х и 1990-х годах посвятил группе заонежан К. К. Логинов. Он является автором таких работ, как «Материальная культура заонежан (середина XIX — начало XX в.)» (1986), «Являются ли „заонежане“ локальной группой русских?» (1986), «Материальная культура и производственно-бытовая магия русских Заонежья (середина XIX — начало XX века)» (1993), «Семейные обряды и верования русских Заонежья» (1993).

## Документалистика
- Документальный фильм из цикла «Земля людей». ООО «ТВ Студия Август» по заказу ВГТРК. 2020 г (18 апреля 2020). Заонежане. Былины северной Эллады.  30 мин. Россия-Культура. {{cite episode}}: |series= пропущен или пуст (справка); Внешняя ссылка в |credits= (справка)